# Vozovna v ulici Piotra Skargi
Vozovna v ulici Piotra Skargi (do roku 1945 německy Straßenbahnhof Westend) je štětínská tramvajová vozovna, která se nachází na třídě Wojska Polskiego 105 na sídlišti Śródmieście-Północ ve čtvrti Śródmieście. Je to nejstarší dochovaná tramvajová vozovna ve Štětíně a zároveň jediná dochovaná vozovna koněspřežné tramvaje ve městě.

## Dějiny
Komplex budov vozovny Westend, který se skládal z haly, správní budovy a stájí, byl postaven v roce 1879. Oficiální otevření vozovny proběhlo 22. srpna 1879 v 15:00, kdy z jejích bran vyjelo prvních pět koněspřežných tramvají ve slavnostním průvodu. Následujícího dne byla otevřena první linka koněspřežné tramvaje, která začínala ve vozovně Westend a končila na Lindenstraße (dnešní ulice Potulicka). V roce 1896 byla správní budova přestavěna na budovu ředitelství společnosti Stettiner Straßen-Eisenbahn-Gesellschaft. V roce 1897 byla vozovna elektrifikována a první dvě elektrické tramvaje vyjely na zkušební jízdu 16. června. Dne 4. července téhož roku zahájila vozovna provoz první linky elektrických tramvají. V roce 1905 byla budova rozšířena zastřešením prostoru mezi pravou stěnou parkovací haly a ohradní zdí na straně Roonstraße (dnešní ulice Piotra Skargi). V roce 1938, kdy byla otevřena moderní vozovna West na Falkenwalderstraße 200 (dnes vozovna Pogodno na třídě Wojska Polskiego 200), přestala budova sloužit tramvajovým linkám a stala se místem pro technické vozy.
Po druhé světové válce, 5. září 1945, byla vozovna částečně vrácena polské správě. V průběhu let byla parkovací hala rekonstruována změnou velikosti okenních otvorů a odstraněním ornamentů z fasády. Administrativní budova byla zvýšena o jedno patro a její interiéry sloužily jako sídlo Kliniky profylaxe a léčby č. 1. Rekonstrukce vedly ke ztrátě původního vzhledu budov. Až do roku 1994 sídlilo ve vozovně Oddělení energetiky společnosti Miejski Zakład Komunikacyjny. Po roce 1994 byly koleje spojující vozovnu s tramvajovou tratí na třídě Wojska Polskiego částečně demontovány. V roce 2011 byl komplex budov vozovny zapsány do rejstříku památek.